# SZTE-Szedeák
Az SZTE-Szedeák (röviden: Szedeák) Szeged városának és a Szegedi Tudományegyetemnek a férfi kosárlabdacsapata. A 2010–2011-es szezon óta az NB I/A csoportjának tagja.

## Története
2002-ben az NB I/B csoportjában játszottak, de a szezon után kénytelenek voltak visszalépni, így csak ifi csapataik maradtak. 2006-ban Kardos Péter vette át a klub vezetését, ami segített a klubnak a másodosztályba való visszajutásban. 
2010-ben feljutottak az elsőosztályba, az NB I/A csoportjába. 2014-ben történetük során először bejutottak a rájátszásba, ahol 0–3-as összesítéssel búcsúztak a Szolnoki Olaj együttese ellen.
A 2020–2021-es szezonban érték el történetük legjobb eredményét, amikor 3. helyen végeztek a bajnokságban Szrecsko Szekulovics vezetőedzővel.
A 2021–2022-es szezonban történetük során először játszottak az Európai kupaporondon, a FIBA Európa Kupában.

## Bajnoki helyezések az NB I/A csoportban
| Év        | Csapatnév                  | Hely                     |
| --------- | -------------------------- | ------------------------ |
| 2010–2011 | Dél Konstrukt-SZTE-Szedeák | 11.                      |
| 2011–2012 | Naturtex SZTE-Szedeák      | 11.                      |
| 2012–2013 | Naturtex SZTE-Szedeák      | 10.                      |
| 2013–2014 | Naturtex SZTE-Szedeák      | 9.                       |
| 2014–2015 | Naturtex SZTE-Szedeák      | 8.                       |
| 2015–2016 | Naturtex SZTE-Szedeák      | 11.                      |
| 2016–2017 | Naturtex SZTE-Szedeák      | 9.                       |
| 2017–2018 | Naturtex SZTE-Szedeák      | 10.                      |
| 2018–2019 | Naturtex SZTE-Szedeák      | 13.                      |
| 2019–2020 | Naturtex SZTE-Szedeák      | félbeszakadt             |
| 2020–2021 | Naturtex SZTE-Szedeák      | 3. helyezett, bronzérmes |
| 2021–2022 | Naturtex SZTE-Szedeák      | 8.                       |
| 2022–2023 | Naturtex SZTE-Szedeák      | 11.                      |
| 2023–2024 | SZTE-Szedeák               | folyamatban              |

## Eredmények

#### Nemzeti Bajnokság I/Aeredmények
- Bronz (2020–21)

#### Magyar kupaeredmények
- Ezüst (2021–22, 2023–24)

- Bronz (2016–17)

## Jelenlegi játékosok
Utolsó módosítás: 2023. október 4.
| Játékosok | Edzők |                  |       |          |                               |                          |
| \| Mezszám \| Név \| Ország \| Poszt \| Magasság \| Életkor \| Korábbi csapat \| \| ------- \| ---------------- \| ------ \| ----- \| -------- \| ----------------------------- \| ------------------------ \| \| 1 \| Ryan Woolridge \| \| 1 \| 190 cm \| 1996. november 16. (28 éves) \| Oklahoma City Blue \| \| 8 \| Bognár Kristóf \| \| 4-5 \| 205 cm \| 1994. november 27. (30 éves) \| Debreceni EAC \| \| 10 \| Noah Locke \| \| 2 \| 191 cm \| 1999. május 10. (25 éves) \| Providence (NCAA) \| \| 11 \| Balogh Szilárd \| \| 1-2 \| 183 cm \| 2001. szeptember 2. (23 éves) \| Utánpótlásból került fel \| \| 12 \| Bella Ádám \| \| 2 \| 189 cm \| 2002. \| Utánpótlásból került fel \| \| 13 \| Mucza Tamás \| \| 2 \| 191 cm \| 1999. december 27. (25 éves) \| OSE Lions \| \| 14 \| Cohill Eric \| \| 3 \| 194 cm \| 2003. április 20. (21 éves) \| Budapesti Honvéd \| \| 16 \| Csornai Csaba \| \| 3-4 \| 192 cm \| 2002. \| Utánpótlásból került fel \| \| 20 \| Mayer Ákos \| \| 3-4 \| 201 cm \| 1998. január 30. (27 éves) \| Utánpótlásból került fel \| \| 22 \| Zsíros Péter \| \| 4 \| 200 cm \| 1994. június 22. (30 éves) \| ZTE KK \| \| 23 \| Laluska Bence \| \| 2-3 \| 196 cm \| 2006. \| Debreceni EAC U23 \| \| 25 \| De'Quon Lake \| \| 5 \| 208 cm \| 1997. március 22. (27 éves) \| STK Czarni Słupsk \| \| 40 \| Polányi Kristóf \| \| 1-2 \| 187 cm \| 2000. \| Utánpótlásból került fel \| \| 88 \| Mokánszki Milán \| \| 2-3 \| 192 cm \| 2004. \| Nyíregyháza BS \| \| \| Udemezue Promise \| \| 3 \| 198 cm \| 2005. \| Veszprém KK \| | Vezetőedző Nikola Lazics Edző(k) Nemes Péter Máté Megjegyzés, jelmagyarázatA dőlttel szedett játékosok az U23-as szabálynak megfelelnek. A vastagon szedettek válogatott játékosok. |                  |       |          |                               |                          |
| Mezszám | Név | Ország           | Poszt | Magasság | Életkor                       | Korábbi csapat           |
| 1 | Ryan Woolridge | USA              | 1     | 190 cm   | 1996. november 16. (28 éves)  | Oklahoma City Blue       |
| 8 | Bognár Kristóf | magyar           | 4-5   | 205 cm   | 1994. november 27. (30 éves)  | Debreceni EAC            |
| 10 | Noah Locke | USA              | 2     | 191 cm   | 1999. május 10. (25 éves)     | Providence (NCAA)        |
| 11 | Balogh Szilárd | magyar           | 1-2   | 183 cm   | 2001. szeptember 2. (23 éves) | Utánpótlásból került fel |
| 12 | Bella Ádám | magyar           | 2     | 189 cm   | 2002.                         | Utánpótlásból került fel |
| 13 | Mucza Tamás | magyar           | 2     | 191 cm   | 1999. december 27. (25 éves)  | OSE Lions                |
| 14 | Cohill Eric | magyar           | 3     | 194 cm   | 2003. április 20. (21 éves)   | Budapesti Honvéd         |
| 16 | Csornai Csaba | magyar           | 3-4   | 192 cm   | 2002.                         | Utánpótlásból került fel |
| 20 | Mayer Ákos | magyar           | 3-4   | 201 cm   | 1998. január 30. (27 éves)    | Utánpótlásból került fel |
| 22 | Zsíros Péter | magyar           | 4     | 200 cm   | 1994. június 22. (30 éves)    | ZTE KK                   |
| 23 | Laluska Bence | magyar           | 2-3   | 196 cm   | 2006.                         | Debreceni EAC U23        |
| 25 | De'Quon Lake | USA              | 5     | 208 cm   | 1997. március 22. (27 éves)   | STK Czarni Słupsk        |
| 40 | Polányi Kristóf | magyar           | 1-2   | 187 cm   | 2000.                         | Utánpótlásból került fel |
| 88 | Mokánszki Milán | magyar           | 2-3   | 192 cm   | 2004.                         | Nyíregyháza BS           |
| | Udemezue Promise | Nigéria · magyar | 3     | 198 cm   | 2005.                         | Veszprém KK              |

| Mezszám | Név              | Ország           | Poszt | Magasság | Életkor                       | Korábbi csapat           |
| ------- | ---------------- | ---------------- | ----- | -------- | ----------------------------- | ------------------------ |
| 1       | Ryan Woolridge   | USA              | 1     | 190 cm   | 1996. november 16. (28 éves)  | Oklahoma City Blue       |
| 8       | Bognár Kristóf   | magyar           | 4-5   | 205 cm   | 1994. november 27. (30 éves)  | Debreceni EAC            |
| 10      | Noah Locke       | USA              | 2     | 191 cm   | 1999. május 10. (25 éves)     | Providence (NCAA)        |
| 11      | Balogh Szilárd   | magyar           | 1-2   | 183 cm   | 2001. szeptember 2. (23 éves) | Utánpótlásból került fel |
| 12      | Bella Ádám       | magyar           | 2     | 189 cm   | 2002.                         | Utánpótlásból került fel |
| 13      | Mucza Tamás      | magyar           | 2     | 191 cm   | 1999. december 27. (25 éves)  | OSE Lions                |
| 14      | Cohill Eric      | magyar           | 3     | 194 cm   | 2003. április 20. (21 éves)   | Budapesti Honvéd         |
| 16      | Csornai Csaba    | magyar           | 3-4   | 192 cm   | 2002.                         | Utánpótlásból került fel |
| 20      | Mayer Ákos       | magyar           | 3-4   | 201 cm   | 1998. január 30. (27 éves)    | Utánpótlásból került fel |
| 22      | Zsíros Péter     | magyar           | 4     | 200 cm   | 1994. június 22. (30 éves)    | ZTE KK                   |
| 23      | Laluska Bence    | magyar           | 2-3   | 196 cm   | 2006.                         | Debreceni EAC U23        |
| 25      | De'Quon Lake     | USA              | 5     | 208 cm   | 1997. március 22. (27 éves)   | STK Czarni Słupsk        |
| 40      | Polányi Kristóf  | magyar           | 1-2   | 187 cm   | 2000.                         | Utánpótlásból került fel |
| 88      | Mokánszki Milán  | magyar           | 2-3   | 192 cm   | 2004.                         | Nyíregyháza BS           |
|         | Udemezue Promise | Nigéria · magyar | 3     | 198 cm   | 2005.                         | Veszprém KK              |